# Bushong (Kansas)
Bushong é uma cidade localizada no estado americano de Kansas, no Condado de Lyon.

## Demografia
Segundo o censo americano de 2000, a sua população era de 55 habitantes. 
Em 2006, foi estimada uma população de 51, um decréscimo de 4 (-7.3%).

## Geografia
De acordo com o United States Census Bureau tem uma área de 
0,4 km², dos quais 0,4 km² cobertos por terra e 0,0 km² cobertos por água. Bushong localiza-se a aproximadamente 424 m acima do nível do mar.

## Localidades na vizinhança
O diagrama seguinte representa as localidades num raio de 24 km ao redor de Bushong. 